# Mary Eleanor Bowes
Mary Eleanor Bowes, contessa di Strathmore e Kinghorne (Barnard Castle, 24 febbraio 1749 – 28 aprile 1800), è stata una nobildonna britannica.

## Biografia
Era la figlia ed erede di George Bowes, un ricco uomo d'affari. Bowes morì quando Mary aveva 11 anni, lasciandole una vasta fortuna (stimata fra le 600 000 e le 1 040 000 sterline), che si era costruito attraverso il controllo dei proprietari di miniera di carbone. Mary era diventata la più ricca ereditiera della Gran Bretagna, forse di tutta Europa.
Ella incoraggiò le attenzioni di Campbell Scott, fratello minore del duca di Buccleuch e di John Stuart, figlio primogenito di Lord Bute (il Primo Ministro).

## Matrimonio

### Primo matrimonio
Sposò, il 24 febbraio 1767, John Lyon-Bowes, IX conte di Strathmore e Kinghorne. Il testamento del padre prevedeva che il marito dovesse assumere il cognome di famiglia, perciò il conte si rivolse al Parlamento con la richiesta di cambiare il suo nome da John Lyon a John Bowes. 
Ebbero cinque figli:
- Lady Anne Mary Lyon (?-29 marzo 1832);
- John Lyon-Bowes, X conte di Strathmore e Kinghorne (14 aprile 1769–3 luglio 1820);
- Lord George Bowes-Lyon (17 novembre 1771–26 dicembre 1806), sposò Mary Thornhill, non ebbero figli;
- Thomas Bowes-Lyon, XI conte di Strathmore e Kinghorne (3 maggio 1773–27 agosto 1846);
- Lady Mary Jane Lyon (1774–22 aprile 1806), sposò Barrington Price, ebbero due figli.

Grazie alla fortuna della contessa, il conte ristrutturò Glamis Castle. La contessa nel 1769 pubblicò un dramma poetico intitolato L'assedio di Gerusalemme, che rimase il suo unico sforzo letterario, al di là della composizione dei propri diari. Si dedicò altresì allo studio della botanica e nel 1777 finanziò una spedizione dell'esploratore William Paterson alla Colonia del Capo per raccogliere piante per lei.
Il 7 marzo 1776, Lord Strathmore morì in mare di tubercolosi, durante il suo ritorno dal Portogallo.
Alla morte del marito, la contessa si ritrovò con debiti per un totale di 145000 £. Successivamente, riprese il controllo della sua fortuna, originata dalle miniere e le fattorie intorno alla sua casa d'infanzia a Gibside, nella contea di Durham.
Al momento della morte del marito, la contessa era incinta di un amante, George Gray. Nonostante la gravidanza, la contessa era restia a sposare Gray. Tuttavia, continuò la storia con l'uomo e rimase incinta più volte, subendo altre due aborti. L'elenco di questi aborti è una delle pochissime descrizioni in prima persona di aborti segreti dell'epoca, prima della legalizzazione della pratica. Quando si ritrovò incinta di Gray per la quarta volta, la contessa si rassegnò a sposarlo (fidanzandosi formalmente nel mese di agosto 1777).
Tuttavia, in quella stessa estate, venne sedotta da un affascinante e scaltro avventuriero anglo-irlandese, Andrew Robinson Stoney.
Egli simulò un duello con il reverendo Henry Bate, al fine di appellarsi alla natura romantica di Mary. Fingendo di essere ferito a morte, Stoney pregò la contessa di concedere il suo ultimo desiderio: di sposarla. Presa con l'inganno, lei accettò.

### Secondo matrimonio

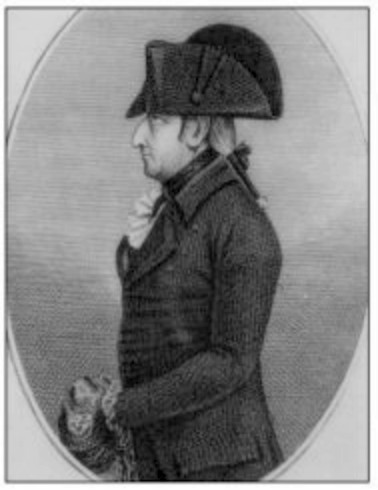
Andrew Robinson Stoney.

Stoney fu condotto in barella lungo la navata della chiesa di San Giacomo, a Piccadilly, dove sposò Mary il 17 gennaio 1777. Poco dopo, mise in scena un recupero notevole. In conformità con la volontà del padre di Mary, Stoney cambiò il suo nome in Bowes. La coppia ebbe due figli:
- Mary Bowes (1777-26 dicembre 1855);
- William Johnstone Bowes (8 maggio 1782-1807).

Dopo il matrimonio, Stoney Bowes tentò di prendere il controllo della fortuna della moglie, come era usanza a quel tempo. Quando scoprì che Mary aveva segretamente stipulato un accordo prematrimoniale per tutelare il suo patrimonio, la costrinse a firmare una revoca per consegnare il controllo a lui. Egli, poi, venne accusato di aver abusato fisicamente e psicologicamente di Mary per otto anni. Stoney violentava cameriere e invitava prostitute in casa. Ebbe numerosi figli illegittimi.
Nel 1785, con l'aiuto delle cameriere vittime del marito, Mary riuscì a fuggire dalla custodia di Stoney e chiese il divorzio attraverso i tribunali ecclesiastici. Stoney Bowes la rapì con l'aiuto di alcuni complici. Il paese fu allertato: egli fu arrestato e Mary liberata.
Stoney Bowes e i suoi complici furono giudicati colpevoli di cospirazione per aver rapito Mary, ed egli fu condannato a tre anni di carcere. La causa di divorzio rimase in sospeso fino a quando Mary morì, nel 1800.

## Morte
Dopo il 1792, Mary visse serenamente a Purbrook Park, nel Hampshire. Più tardi si trasferì a Stourfield House, una dimora isolata ai margini del villaggio di Pokesdown, vicino a Christchurch.
Morì il 28 aprile 1800. Fu sepolta a Westminster Abbey, dove la sua lapide si trova nel Poets' Corner. Poco dopo la morte, gli oggetti di Stourfield House furono venduti.

## Ascendenza
|                     |                |                                  | Genitori                     |  |  | Nonni |  |  | Bisnonni     |  |  | Trisnonni    |  |
|                     |                |                                  |                              |  |  |       |  |  | Thomas Bowes |  |  | Thomas Bowes |  |
|                     |                |                                  |                              |  |  |       |  |  | Thomas Bowes |  |  | Thomas Bowes |  |
|                     |                | Anne Warcup                      |                              |  |  |       |  |  | Thomas Bowes |  |  |              |  |
| William Bowes       |                |                                  |                              |  |  |       |  |  | Thomas Bowes |  |  |              |  |
|                     |                | Anne Maxtone                     | Anthony Maxtone              |  |  |       |  |  |              |  |  |              |  |
|                     |                | Anne Maxtone                     | Anthony Maxtone              |  |  |       |  |  |              |  |  |              |  |
|                     |                | Anne Maxtone                     | Anne Dudley                  |  |  |       |  |  |              |  |  |              |  |
| George Bowes        |                | Anne Maxtone                     |                              |  |  |       |  |  |              |  |  |              |  |
|                     |                | Francis Blakiston, III baronetto | Ralph Blakiston, I baronetto |  |  |       |  |  |              |  |  |              |  |
|                     |                | Francis Blakiston, III baronetto | Ralph Blakiston, I baronetto |  |  |       |  |  |              |  |  |              |  |
|                     |                | Francis Blakiston, III baronetto | Margaret Fenwick             |  |  |       |  |  |              |  |  |              |  |
| Elizabeth Blakiston |                | Francis Blakiston, III baronetto |                              |  |  |       |  |  |              |  |  |              |  |
|                     |                | Anne Bowes                       | George Bowes                 |  |  |       |  |  |              |  |  |              |  |
|                     |                | Anne Bowes                       | George Bowes                 |  |  |       |  |  |              |  |  |              |  |
|                     |                | Anne Bowes                       | Mary Delaval                 |  |  |       |  |  |              |  |  |              |  |
| Mary Eleanor Bowes  |                | Anne Bowes                       |                              |  |  |       |  |  |              |  |  |              |  |
|                     | Thomas Gilbert | John Gilbert                     |                              |  |  |       |  |  |              |  |  |              |  |
|                     | Thomas Gilbert | John Gilbert                     |                              |  |  |       |  |  |              |  |  |              |  |
|                     | Thomas Gilbert | Abigail                          |                              |  |  |       |  |  |              |  |  |              |  |
| Edward Gilbert      | Thomas Gilbert |                                  |                              |  |  |       |  |  |              |  |  |              |  |
|                     |                | Sarah Townsend                   | Nathaniel Townsend           |  |  |       |  |  |              |  |  |              |  |
|                     |                | Sarah Townsend                   | Nathaniel Townsend           |  |  |       |  |  |              |  |  |              |  |
|                     |                | Sarah Townsend                   | Mary Lovell                  |  |  |       |  |  |              |  |  |              |  |
| Mary Gilbert        |                | Sarah Townsend                   |                              |  |  |       |  |  |              |  |  |              |  |
|                     |                | Lancelot Skinner                 | Lancelot Skinner             |  |  |       |  |  |              |  |  |              |  |
|                     |                | Lancelot Skinner                 | Lancelot Skinner             |  |  |       |  |  |              |  |  |              |  |
|                     |                | Lancelot Skinner                 | Priscilla Arundell           |  |  |       |  |  |              |  |  |              |  |
| Mary Skinner        |                | Lancelot Skinner                 |                              |  |  |       |  |  |              |  |  |              |  |
|                     |                | Jane Parker                      | William Parker               |  |  |       |  |  |              |  |  |              |  |
|                     |                | Jane Parker                      | William Parker               |  |  |       |  |  |              |  |  |              |  |
|                     |                | Jane Parker                      | Mary Chamberlain             |  |  |       |  |  |              |  |  |              |  |
|                     |                | Jane Parker                      |                              |  |  |       |  |  |              |  |  |              |  |